# 1975年のアメリカンリーグチャンピオンシップシリーズ
1975年の野球において、メジャーリーグベースボール（MLB）のポストシーズンは10月4日に開幕した。アメリカンリーグの第7回リーグチャンピオンシップシリーズ（7th American League Championship Series、以下「リーグ優勝決定戦」と表記）は、同日から7日にかけて計3試合が開催された。その結果、ボストン・レッドソックス（東地区）がオークランド・アスレチックス（西地区）を3勝0敗で下し、8年ぶり9回目のリーグ優勝および8回目のワールドシリーズ進出を果たした。
この年のレギュラーシーズンでは両球団は12試合対戦し、6勝6敗の五分だった。アスレチックスは前年までワールドシリーズ3連覇中であり、今シリーズでも突破を有力視されていたが、レッドソックスはアスレチックスに1勝もさせずにシリーズを制した。今シーズン終了後、翌オフシーズンからのFA制度導入が決まると、アスレチックス球団オーナー兼GMのチャーリー・O・フィンリーは主力選手の放出に動き始め、球団は一時代の終わりを迎える。一方のレッドソックスは、ワールドシリーズではナショナルリーグ王者シンシナティ・レッズに3勝4敗で敗れ、57年ぶり6度目の優勝を逃した。

## 試合結果
1975年のアメリカンリーグ優勝決定戦は10月4日に開幕し、途中に移動日を挟んで4日間で3試合が行われた。日程・結果は以下の通り。
| 日付                                                    | 試合  | ビジター球団（先攻）         | スコア | ホーム球団（後攻）           | 開催球場                         | 開催球場                                                              |
| ------------------------------------------------------- | ----- | ---------------------------- | ------ | ---------------------------- | -------------------------------- | --------------------------------------------------------------------- |
| 10月04日（土）                                          | 第1戦 | オークランド・アスレチックス | 1－7   | ボストン・レッドソックス     | フェンウェイ・パーク             | フェンウェイ・パークオークランド・アラメダ・ · カウンティ・コロシアム |
| 10月05日（日）                                          | 第2戦 | オークランド・アスレチックス | 3－6   | ボストン・レッドソックス     | フェンウェイ・パーク             | フェンウェイ・パークオークランド・アラメダ・ · カウンティ・コロシアム |
| 10月06日（月）                                          |       | 移動日                       | 移動日 | 移動日                       |                                  | フェンウェイ・パークオークランド・アラメダ・ · カウンティ・コロシアム |
| 10月07日（火）                                          | 第3戦 | ボストン・レッドソックス     | 5－3   | オークランド・アスレチックス | アラメダ・カウンティ・コロシアム | フェンウェイ・パークオークランド・アラメダ・ · カウンティ・コロシアム |
| 優勝：ボストン・レッドソックス（3勝0敗 / 8年ぶり9度目） |       |                              |        |                              |                                  | フェンウェイ・パークオークランド・アラメダ・ · カウンティ・コロシアム |

### 第1戦 10月4日
- フェンウェイ・パーク（マサチューセッツ州ボストン）

|                              | 1 | 2 | 3 | 4 | 5 | 6 | 7 | 8 | 9 | R | H | E |
| ---------------------------- | - | - | - | - | - | - | - | - | - | - | - | - |
| オークランド・アスレチックス | 0 | 0 | 0 | 0 | 0 | 0 | 0 | 1 | 0 | 1 | 3 | 4 |
| ボストン・レッドソックス     | 2 | 0 | 0 | 0 | 0 | 0 | 5 | 0 | X | 7 | 8 | 3 |

1. 勝利：ルイス・ティアント（1勝）
2. 敗戦：ケン・ホルツマン（1敗）
3. 審判
［球審］ドン・デンキンガー
［塁審］一塁: ルー・ディミュロ、二塁: ビル・カンケル、三塁: ロン・ルチアーノ
［外審］左翼: ジム・エバンス、右翼: ハンク・モーゲンウェック
4. 昼間試合  試合時間: 2時間40分  観客: 3万5578人
詳細: Baseball-Reference.com

| オークランド・アスレチックス | オークランド・アスレチックス | オークランド・アスレチックス | オークランド・アスレチックス | オークランド・アスレチックス                                                                                             | ボストン・レッドソックス | ボストン・レッドソックス | ボストン・レッドソックス | ボストン・レッドソックス | ボストン・レッドソックス                                                                                                  |
| ---------------------------- | ---------------------------- | ---------------------------- | ---------------------------- | --- | ------------------------ | ------------------------ | ------------------------ | ------------------------ | --- |
| 打順                         | 守備                         | 選手                         | 打席                         | K・ホルツマンG・テナスJ・ルディP・ガーナーS・バンドーB・キャンパネリスC・ワシントンB・ノースR・ジャクソンB・ウィリアムズ | 打順                     | 守備                     | 選手                     | 打席                     | L・ティアントC・フィスクC・クーパーD・ドイルR・ペトロセリR・バールソンC・ヤスト · レムスキーF・リンD・エバンスJ・ベニケス |
| 1                            | 中                           | B・ノース                    | 両                           | K・ホルツマンG・テナスJ・ルディP・ガーナーS・バンドーB・キャンパネリスC・ワシントンB・ノースR・ジャクソンB・ウィリアムズ | 1                        | DH                       | J・ベニケス              | 右                       | L・ティアントC・フィスクC・クーパーD・ドイルR・ペトロセリR・バールソンC・ヤスト · レムスキーF・リンD・エバンスJ・ベニケス |
| 2                            | 左                           | C・ワシントン                | 左                           | K・ホルツマンG・テナスJ・ルディP・ガーナーS・バンドーB・キャンパネリスC・ワシントンB・ノースR・ジャクソンB・ウィリアムズ | 2                        | 二                       | D・ドイル                | 左                       | L・ティアントC・フィスクC・クーパーD・ドイルR・ペトロセリR・バールソンC・ヤスト · レムスキーF・リンD・エバンスJ・ベニケス |
| 3                            | 三                           | S・バンドー                  | 右                           | K・ホルツマンG・テナスJ・ルディP・ガーナーS・バンドーB・キャンパネリスC・ワシントンB・ノースR・ジャクソンB・ウィリアムズ | 3                        | 左                       | C・ヤストレムスキー      | 左                       | L・ティアントC・フィスクC・クーパーD・ドイルR・ペトロセリR・バールソンC・ヤスト · レムスキーF・リンD・エバンスJ・ベニケス |
| 4                            | 右                           | R・ジャクソン                | 左                           | K・ホルツマンG・テナスJ・ルディP・ガーナーS・バンドーB・キャンパネリスC・ワシントンB・ノースR・ジャクソンB・ウィリアムズ | 4                        | 捕                       | C・フィスク              | 右                       | L・ティアントC・フィスクC・クーパーD・ドイルR・ペトロセリR・バールソンC・ヤスト · レムスキーF・リンD・エバンスJ・ベニケス |
| 5                            | 捕                           | G・テナス                    | 右                           | K・ホルツマンG・テナスJ・ルディP・ガーナーS・バンドーB・キャンパネリスC・ワシントンB・ノースR・ジャクソンB・ウィリアムズ | 5                        | 中                       | F・リン                  | 左                       | L・ティアントC・フィスクC・クーパーD・ドイルR・ペトロセリR・バールソンC・ヤスト · レムスキーF・リンD・エバンスJ・ベニケス |
| 6                            | 一                           | J・ルディ                    | 右                           | K・ホルツマンG・テナスJ・ルディP・ガーナーS・バンドーB・キャンパネリスC・ワシントンB・ノースR・ジャクソンB・ウィリアムズ | 6                        | 三                       | R・ペトロセリ            | 右                       | L・ティアントC・フィスクC・クーパーD・ドイルR・ペトロセリR・バールソンC・ヤスト · レムスキーF・リンD・エバンスJ・ベニケス |
| 7                            | DH                           | B・ウィリアムズ              | 左                           | K・ホルツマンG・テナスJ・ルディP・ガーナーS・バンドーB・キャンパネリスC・ワシントンB・ノースR・ジャクソンB・ウィリアムズ | 7                        | 右                       | D・エバンス              | 右                       | L・ティアントC・フィスクC・クーパーD・ドイルR・ペトロセリR・バールソンC・ヤスト · レムスキーF・リンD・エバンスJ・ベニケス |
| 8                            | 遊                           | B・キャンパネリス            | 右                           | K・ホルツマンG・テナスJ・ルディP・ガーナーS・バンドーB・キャンパネリスC・ワシントンB・ノースR・ジャクソンB・ウィリアムズ | 8                        | 一                       | C・クーパー              | 左                       | L・ティアントC・フィスクC・クーパーD・ドイルR・ペトロセリR・バールソンC・ヤスト · レムスキーF・リンD・エバンスJ・ベニケス |
| 9                            | 二                           | P・ガーナー                  | 右                           | K・ホルツマンG・テナスJ・ルディP・ガーナーS・バンドーB・キャンパネリスC・ワシントンB・ノースR・ジャクソンB・ウィリアムズ | 9                        | 遊                       | R・バールソン            | 右                       | L・ティアントC・フィスクC・クーパーD・ドイルR・ペトロセリR・バールソンC・ヤスト · レムスキーF・リンD・エバンスJ・ベニケス |
| 先発投手                     | 先発投手                     | 先発投手                     | 投球                         | K・ホルツマンG・テナスJ・ルディP・ガーナーS・バンドーB・キャンパネリスC・ワシントンB・ノースR・ジャクソンB・ウィリアムズ | 先発投手                 | 先発投手                 | 先発投手                 | 投球                     | L・ティアントC・フィスクC・クーパーD・ドイルR・ペトロセリR・バールソンC・ヤスト · レムスキーF・リンD・エバンスJ・ベニケス |
| K・ホルツマン                | K・ホルツマン                | K・ホルツマン                | 左                           | K・ホルツマンG・テナスJ・ルディP・ガーナーS・バンドーB・キャンパネリスC・ワシントンB・ノースR・ジャクソンB・ウィリアムズ | L・ティアント            | L・ティアント            | L・ティアント            | 右                       | L・ティアントC・フィスクC・クーパーD・ドイルR・ペトロセリR・バールソンC・ヤスト · レムスキーF・リンD・エバンスJ・ベニケス |

### 第2戦 10月5日
- フェンウェイ・パーク（マサチューセッツ州ボストン）

|                              | 1 | 2 | 3 | 4 | 5 | 6 | 7 | 8 | 9 | R | H  | E |
| ---------------------------- | - | - | - | - | - | - | - | - | - | - | -- | - |
| オークランド・アスレチックス | 2 | 0 | 0 | 1 | 0 | 0 | 0 | 0 | 0 | 3 | 10 | 0 |
| ボストン・レッドソックス     | 0 | 0 | 0 | 3 | 0 | 1 | 1 | 1 | X | 6 | 12 | 0 |

1. 勝利：ロジャー・モレット（1勝）
2. セーブ：ディック・ドラゴ（1S）
3. 敗戦：ローリー・フィンガーズ（1敗）
4. 本塁打
OAK：レジー・ジャクソン1号2ラン
BOS：カール・ヤストレムスキー1号2ラン、リコ・ペトロセリ1号ソロ
5. 審判
［球審］ルー・ディミュロ
［塁審］一塁: ビル・カンケル、二塁: ロン・ルチアーノ、三塁: ジム・エバンス
［外審］左翼: ハンク・モーゲンウェック、右翼: ドン・デンキンガー
6. 昼間試合  試合時間: 2時間27分  観客: 3万5578人
詳細: Baseball-Reference.com

| オークランド・アスレチックス | オークランド・アスレチックス | オークランド・アスレチックス | オークランド・アスレチックス | オークランド・アスレチックス                                                                                       | ボストン・レッドソックス | ボストン・レッドソックス | ボストン・レッドソックス | ボストン・レッドソックス | ボストン・レッドソックス |
| ---------------------------- | ---------------------------- | ---------------------------- | ---------------------------- | --- | ------------------------ | ------------------------ | ------------------------ | ------------------------ | --- |
| 打順                         | 守備                         | 選手                         | 打席                         | V・ブルーR・フォッシーG・テナスP・ガーナーS・バンドーB・キャンパネリスJ・ルディB・ノースR・ジャクソンC・ワシントン | 打順                     | 守備                     | 選手                     | 打席                     | R・クリーブランドC・フィスクC・クーパーD・ドイルR・ペトロセリR・バールソンC・ヤスト · レムスキーF・リンD・エバンスJ・ベニケス |
| 1                            | 中                           | B・ノース                    | 両                           | V・ブルーR・フォッシーG・テナスP・ガーナーS・バンドーB・キャンパネリスJ・ルディB・ノースR・ジャクソンC・ワシントン | 1                        | DH                       | J・ベニケス              | 右                       | R・クリーブランドC・フィスクC・クーパーD・ドイルR・ペトロセリR・バールソンC・ヤスト · レムスキーF・リンD・エバンスJ・ベニケス |
| 2                            | 遊                           | B・キャンパネリス            | 右                           | V・ブルーR・フォッシーG・テナスP・ガーナーS・バンドーB・キャンパネリスJ・ルディB・ノースR・ジャクソンC・ワシントン | 2                        | 二                       | D・ドイル                | 左                       | R・クリーブランドC・フィスクC・クーパーD・ドイルR・ペトロセリR・バールソンC・ヤスト · レムスキーF・リンD・エバンスJ・ベニケス |
| 3                            | 三                           | S・バンドー                  | 右                           | V・ブルーR・フォッシーG・テナスP・ガーナーS・バンドーB・キャンパネリスJ・ルディB・ノースR・ジャクソンC・ワシントン | 3                        | 左                       | C・ヤストレムスキー      | 左                       | R・クリーブランドC・フィスクC・クーパーD・ドイルR・ペトロセリR・バールソンC・ヤスト · レムスキーF・リンD・エバンスJ・ベニケス |
| 4                            | 右                           | R・ジャクソン                | 左                           | V・ブルーR・フォッシーG・テナスP・ガーナーS・バンドーB・キャンパネリスJ・ルディB・ノースR・ジャクソンC・ワシントン | 4                        | 捕                       | C・フィスク              | 右                       | R・クリーブランドC・フィスクC・クーパーD・ドイルR・ペトロセリR・バールソンC・ヤスト · レムスキーF・リンD・エバンスJ・ベニケス |
| 5                            | 一                           | G・テナス                    | 右                           | V・ブルーR・フォッシーG・テナスP・ガーナーS・バンドーB・キャンパネリスJ・ルディB・ノースR・ジャクソンC・ワシントン | 5                        | 中                       | F・リン                  | 左                       | R・クリーブランドC・フィスクC・クーパーD・ドイルR・ペトロセリR・バールソンC・ヤスト · レムスキーF・リンD・エバンスJ・ベニケス |
| 6                            | 左                           | J・ルディ                    | 右                           | V・ブルーR・フォッシーG・テナスP・ガーナーS・バンドーB・キャンパネリスJ・ルディB・ノースR・ジャクソンC・ワシントン | 6                        | 三                       | R・ペトロセリ            | 右                       | R・クリーブランドC・フィスクC・クーパーD・ドイルR・ペトロセリR・バールソンC・ヤスト · レムスキーF・リンD・エバンスJ・ベニケス |
| 7                            | DH                           | C・ワシントン                | 左                           | V・ブルーR・フォッシーG・テナスP・ガーナーS・バンドーB・キャンパネリスJ・ルディB・ノースR・ジャクソンC・ワシントン | 7                        | 右                       | D・エバンス              | 右                       | R・クリーブランドC・フィスクC・クーパーD・ドイルR・ペトロセリR・バールソンC・ヤスト · レムスキーF・リンD・エバンスJ・ベニケス |
| 8                            | 二                           | P・ガーナー                  | 右                           | V・ブルーR・フォッシーG・テナスP・ガーナーS・バンドーB・キャンパネリスJ・ルディB・ノースR・ジャクソンC・ワシントン | 8                        | 一                       | C・クーパー              | 左                       | R・クリーブランドC・フィスクC・クーパーD・ドイルR・ペトロセリR・バールソンC・ヤスト · レムスキーF・リンD・エバンスJ・ベニケス |
| 9                            | 捕                           | R・フォッシー                | 右                           | V・ブルーR・フォッシーG・テナスP・ガーナーS・バンドーB・キャンパネリスJ・ルディB・ノースR・ジャクソンC・ワシントン | 9                        | 遊                       | R・バールソン            | 右                       | R・クリーブランドC・フィスクC・クーパーD・ドイルR・ペトロセリR・バールソンC・ヤスト · レムスキーF・リンD・エバンスJ・ベニケス |
| 先発投手                     | 先発投手                     | 先発投手                     | 投球                         | V・ブルーR・フォッシーG・テナスP・ガーナーS・バンドーB・キャンパネリスJ・ルディB・ノースR・ジャクソンC・ワシントン | 先発投手                 | 先発投手                 | 先発投手                 | 投球                     | R・クリーブランドC・フィスクC・クーパーD・ドイルR・ペトロセリR・バールソンC・ヤスト · レムスキーF・リンD・エバンスJ・ベニケス |
| V・ブルー                    | V・ブルー                    | V・ブルー                    | 左                           | V・ブルーR・フォッシーG・テナスP・ガーナーS・バンドーB・キャンパネリスJ・ルディB・ノースR・ジャクソンC・ワシントン | R・クリーブランド        | R・クリーブランド        | R・クリーブランド        | 右                       | R・クリーブランドC・フィスクC・クーパーD・ドイルR・ペトロセリR・バールソンC・ヤスト · レムスキーF・リンD・エバンスJ・ベニケス |

### 第3戦 10月7日
- オークランド・アラメダ・カウンティ・コロシアム（カリフォルニア州オークランド）

|                              | 1 | 2 | 3 | 4 | 5 | 6 | 7 | 8 | 9 | R | H  | E |
| ---------------------------- | - | - | - | - | - | - | - | - | - | - | -- | - |
| ボストン・レッドソックス     | 0 | 0 | 0 | 1 | 3 | 0 | 0 | 1 | 0 | 5 | 11 | 1 |
| オークランド・アスレチックス | 0 | 0 | 0 | 0 | 0 | 1 | 0 | 2 | 0 | 3 | 6  | 1 |

1. 勝利：リック・ワイズ（1勝）
2. セーブ：ディック・ドラゴ（2S）
3. 敗戦：ケン・ホルツマン（2敗）
4. 審判
［球審］ビル・カンケル
［塁審］一塁: ロン・ルチアーノ、二塁: ジム・エバンス、三塁: ハンク・モーゲンウェック
［外審］左翼: ドン・デンキンガー、右翼: ルー・ディミュロ
5. 試合開始時刻: 太平洋夏時間（UTC-7）午後5時15分  試合時間: 2時間30分  観客: 4万9358人
詳細: Baseball-Reference.com

| ボストン・レッドソックス | ボストン・レッドソックス | ボストン・レッドソックス | ボストン・レッドソックス | ボストン・レッドソックス                                                                                              | オークランド・アスレチックス | オークランド・アスレチックス | オークランド・アスレチックス | オークランド・アスレチックス | オークランド・アスレチックス                                                                                             |
| ------------------------ | ------------------------ | ------------------------ | ------------------------ | --- | ---------------------------- | ---------------------------- | ---------------------------- | ---------------------------- | --- |
| 打順                     | 守備                     | 選手                     | 打席                     | R・ワイズC・フィスクC・クーパーD・ドイルR・ペトロセリR・バールソンC・ヤスト · レムスキーF・リンD・エバンスJ・ベニケス | 打順                         | 守備                         | 選手                         | 打席                         | K・ホルツマンG・テナスJ・ルディP・ガーナーS・バンドーB・キャンパネリスC・ワシントンB・ノースR・ジャクソンB・ウィリアムズ |
| 1                        | DH                       | J・ベニケス              | 右                       | R・ワイズC・フィスクC・クーパーD・ドイルR・ペトロセリR・バールソンC・ヤスト · レムスキーF・リンD・エバンスJ・ベニケス | 1                            | 遊                           | B・キャンパネリス            | 右                           | K・ホルツマンG・テナスJ・ルディP・ガーナーS・バンドーB・キャンパネリスC・ワシントンB・ノースR・ジャクソンB・ウィリアムズ |
| 2                        | 二                       | D・ドイル                | 左                       | R・ワイズC・フィスクC・クーパーD・ドイルR・ペトロセリR・バールソンC・ヤスト · レムスキーF・リンD・エバンスJ・ベニケス | 2                            | 左                           | C・ワシントン                | 左                           | K・ホルツマンG・テナスJ・ルディP・ガーナーS・バンドーB・キャンパネリスC・ワシントンB・ノースR・ジャクソンB・ウィリアムズ |
| 3                        | 左                       | C・ヤストレムスキー      | 左                       | R・ワイズC・フィスクC・クーパーD・ドイルR・ペトロセリR・バールソンC・ヤスト · レムスキーF・リンD・エバンスJ・ベニケス | 3                            | 三                           | S・バンドー                  | 右                           | K・ホルツマンG・テナスJ・ルディP・ガーナーS・バンドーB・キャンパネリスC・ワシントンB・ノースR・ジャクソンB・ウィリアムズ |
| 4                        | 捕                       | C・フィスク              | 右                       | R・ワイズC・フィスクC・クーパーD・ドイルR・ペトロセリR・バールソンC・ヤスト · レムスキーF・リンD・エバンスJ・ベニケス | 4                            | 右                           | R・ジャクソン                | 左                           | K・ホルツマンG・テナスJ・ルディP・ガーナーS・バンドーB・キャンパネリスC・ワシントンB・ノースR・ジャクソンB・ウィリアムズ |
| 5                        | 中                       | F・リン                  | 左                       | R・ワイズC・フィスクC・クーパーD・ドイルR・ペトロセリR・バールソンC・ヤスト · レムスキーF・リンD・エバンスJ・ベニケス | 5                            | 一                           | J・ルディ                    | 右                           | K・ホルツマンG・テナスJ・ルディP・ガーナーS・バンドーB・キャンパネリスC・ワシントンB・ノースR・ジャクソンB・ウィリアムズ |
| 6                        | 三                       | R・ペトロセリ            | 右                       | R・ワイズC・フィスクC・クーパーD・ドイルR・ペトロセリR・バールソンC・ヤスト · レムスキーF・リンD・エバンスJ・ベニケス | 6                            | DH                           | B・ウィリアムズ              | 左                           | K・ホルツマンG・テナスJ・ルディP・ガーナーS・バンドーB・キャンパネリスC・ワシントンB・ノースR・ジャクソンB・ウィリアムズ |
| 7                        | 右                       | D・エバンス              | 右                       | R・ワイズC・フィスクC・クーパーD・ドイルR・ペトロセリR・バールソンC・ヤスト · レムスキーF・リンD・エバンスJ・ベニケス | 7                            | 捕                           | G・テナス                    | 右                           | K・ホルツマンG・テナスJ・ルディP・ガーナーS・バンドーB・キャンパネリスC・ワシントンB・ノースR・ジャクソンB・ウィリアムズ |
| 8                        | 一                       | C・クーパー              | 左                       | R・ワイズC・フィスクC・クーパーD・ドイルR・ペトロセリR・バールソンC・ヤスト · レムスキーF・リンD・エバンスJ・ベニケス | 8                            | 中                           | B・ノース                    | 両                           | K・ホルツマンG・テナスJ・ルディP・ガーナーS・バンドーB・キャンパネリスC・ワシントンB・ノースR・ジャクソンB・ウィリアムズ |
| 9                        | 遊                       | R・バールソン            | 右                       | R・ワイズC・フィスクC・クーパーD・ドイルR・ペトロセリR・バールソンC・ヤスト · レムスキーF・リンD・エバンスJ・ベニケス | 9                            | 二                           | P・ガーナー                  | 右                           | K・ホルツマンG・テナスJ・ルディP・ガーナーS・バンドーB・キャンパネリスC・ワシントンB・ノースR・ジャクソンB・ウィリアムズ |
| 先発投手                 | 先発投手                 | 先発投手                 | 投球                     | R・ワイズC・フィスクC・クーパーD・ドイルR・ペトロセリR・バールソンC・ヤスト · レムスキーF・リンD・エバンスJ・ベニケス | 先発投手                     | 先発投手                     | 先発投手                     | 投球                         | K・ホルツマンG・テナスJ・ルディP・ガーナーS・バンドーB・キャンパネリスC・ワシントンB・ノースR・ジャクソンB・ウィリアムズ |
| R・ワイズ                | R・ワイズ                | R・ワイズ                | 右                       | R・ワイズC・フィスクC・クーパーD・ドイルR・ペトロセリR・バールソンC・ヤスト · レムスキーF・リンD・エバンスJ・ベニケス | K・ホルツマン                | K・ホルツマン                | K・ホルツマン                | 左                           | K・ホルツマンG・テナスJ・ルディP・ガーナーS・バンドーB・キャンパネリスC・ワシントンB・ノースR・ジャクソンB・ウィリアムズ |